# Ringen in Deutschland

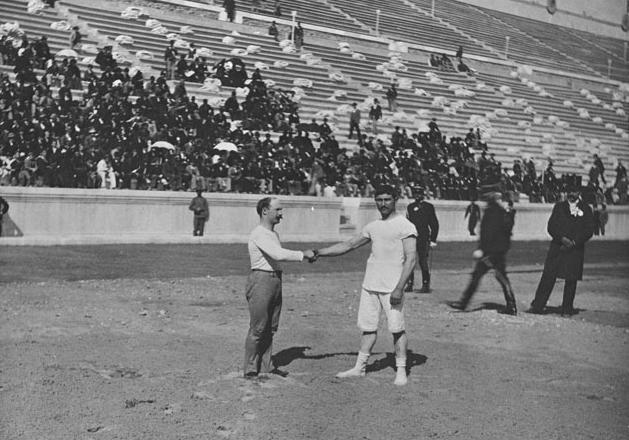
Carl Schuhmann (links mit Georgios Tsitas) wurde 1896 der erste Olympiasieger im Ringen der Neuzeit.

Das Ringen in Deutschland hat schon eine lange Tradition. Bereits 1893 wurden die ersten deutschen Meisterschaften ausgetragen. Zudem werden seit 1922 Meisterschaften im Mannschaftsringen ausgetragen. Ringen gehört zu den olympischen Sportarten.

## Medaillengewinner bei Olympischen Spielen
Die folgende Liste gibt eine Übersicht der Deutschen, die bei Olympischen Spielen eine Medaille erringen konnten. Der erste Olympiasieger überhaupt im Ringen war Carl Schuhmann, der auch im Turnen und Gewichtheben erfolgreich war.
|                     | Stilart           | Gewichtsklasse                | Medaille | Name                 | Verein                           | Bemerkung                                    |
| ------------------- | ----------------- | ----------------------------- | -------- | -------------------- | -------------------------------- | -------------------------------------------- |
| 1896 Athen          | Gr.-röm. Stil     | ohne Limit                    | Gold     | Carl Schuhmann       |                                  | erster Olympiasieger im neuzeitlichen Ringen |
| 1912 Stockholm      | Gr.-röm. Stil     | Federgewicht bis 60 kg        | Silber   | Georg Gerstacker     | ASC Sandow Nürnberg              |                                              |
| 1928 Amsterdam      | Gr.-röm. Stil     | Leichtgewicht bis 67,5 kg     | Silber   | Eduard Sperling      | ASV Heros Dortmund               |                                              |
| 1928 Amsterdam      | Gr.-röm. Stil     | Halbschwergewicht bis 82,5 kg | Silber   | Adolf Rieger         | Berliner KV 1931                 |                                              |
| 1928 Amsterdam      | Gr.-röm. Stil     | Schwergewicht über 82,5 kg    | Bronze   | Georg Gehring        | SC Siegfried Ludwigshafen        |                                              |
| 1932 Los Angeles    | Gr.-röm. Stil     | Bantamgewicht bis 58 kg       | Gold     | Kurt Leucht          | SC Nürnberg 04                   |                                              |
| 1932 Los Angeles    | Gr.-röm. Stil     | Bantamgewicht bis 56 kg       | Gold     | Jakob Brendel        | ASC Sandow Nürnberg              |                                              |
| 1932 Los Angeles    | Gr.-röm. Stil     | Federgewicht bis 61 kg        | Silber   | Wolfgang Ehrl        | Münchener Sportvereinigung       |                                              |
| 1932 Los Angeles    | Gr.-röm. Stil     | Leichtgewicht bis 66 kg       | Bronze   | Eduard Sperling      | ASV Heros Dortmund               |                                              |
| 1932 Los Angeles    | Gr.-röm. Stil     | Mittelgewicht bis 79 kg       | Silber   | Jean Földeák         | ASV Heros Dortmund               |                                              |
| 1936 Berlin         | Freistil          | Bantamgewicht bis 56 kg       | Bronze   | Johannes Herbert     | KV 1895 Stuttgart                |                                              |
| 1936 Berlin         | Freistil          | Leichtgewicht bis 66 kg       | Silber   | Wolfgang Ehrl        | Münchener Sportvereinigung       |                                              |
| 1936 Berlin         | Freistil          | Halbschwergewicht bis 87 kg   | Bronze   | Erich Siebert        | ASV Mainz 1888                   |                                              |
| 1936 Berlin         | Gr.-röm. Stil     | Bantamgewicht bis 56 kg       | Bronze   | Jakob Brendel        | SC Nürnberg 04                   |                                              |
| 1936 Berlin         | Gr.-röm. Stil     | Weltergewicht bis 72 kg       | Silber   | Fritz Schäfer        | SC Siegfried Ludwigshafen        |                                              |
| 1936 Berlin         | Gr.-röm. Stil     | Mittelgewicht bis 79 kg       | Silber   | Ludwig Schweickert   | ASV Heros Dortmund               |                                              |
| 1936 Berlin         | Gr.-röm. Stil     | Schwergewicht über 87 kg      | Bronze   | Kurt Hornfischer     | SC Nürnberg 04                   |                                              |
| 1956 Melbourne      | Gr.-röm. Stil     | Schwergewicht über 87 kg      | Silber   | Wilfried Dietrich    | VfK Schifferstadt                |                                              |
| 1960 Rom            | Freistil          | Schwergewicht über 87 kg      | Gold     | Wilfried Dietrich    |                                  |                                              |
| 1960 Rom            | Gr.-röm. Stil     | Weltergewicht bis 73 kg       | Silber   | Günther Maritschnigg | SU Witten-Annen                  |                                              |
| 1960 Rom            | Gr.-röm. Stil     | Mittelgewicht bis 79 kg       | Silber   | Lothar Metz          | ASK Vorwärts Rostock             | DDR/gesamtdeutsche Mannschaft                |
| 1960 Rom            | Gr.-röm. Stil     | Schwergewicht über 87 kg      | Silber   | Wilfried Dietrich    |                                  |                                              |
| 1964 Tokio          | Freistil          | Leichtgewicht bis 70 kg       | Silber   | Klaus Rost           | KSV Witten 07                    |                                              |
| 1964 Tokio          | Gr.-röm. Stil     | Mittelgewicht bis 87 kg       | Bronze   | Lothar Metz          | ASK Vorwärts Rostock             | DDR/gesamtdeutsche Mannschaft                |
| 1964 Tokio          | Gr.-röm. Stil     | Halbschwergewicht bis 97 kg   | Bronze   | Heinz Kiehl          | VfK Schifferstadt                |                                              |
| 1964 Tokio          | Gr.-röm. Stil     | Schwergewicht über 97 kg      | Bronze   | Wilfried Dietrich    |                                  |                                              |
| 1968 Mexiko-Stadt   | Freistil          | Schwergewicht über 97 kg      | Bronze   | Wilfried Dietrich    |                                  |                                              |
| 1968 Mexiko-Stadt   | Gr.-röm. Stil     | Weltergewicht bis 78 kg       | Gold     | Rudolf Vesper        | ASK Vorwärts Rostock             | DDR                                          |
| 1968 Mexiko-Stadt   | Gr.-röm. Stil     | Mittelgewicht bis 87 kg       | Gold     | Lothar Metz          |                                  | DDR                                          |
| 1972 München        | Freistil          | Weltergewicht bis 74 kg       | Bronze   | Adolf Seger          | AV Germania Freiburg-St. Georgen |                                              |
| 1972 München        | Gr.-röm. Stil     | Bantamgewicht bis 57 kg       | Silber   | Hans-Jürgen Veil     | VfK Schifferstadt                |                                              |
| 1972 München        | Gr.-röm. Stil     | Federgewicht bis 62 kg        | Silber   | Heinz-Helmut Wehling | ASK Vorwärts Rostock             | DDR                                          |
| 1976 Montreal       | Freistil          | Bantamgewicht bis 57 kg       | Silber   | Hans-Dieter Brüchert | SG Dynamo Luckenwalde            | DDR                                          |
| 1976 Montreal       | Freistil          | Mittelgewicht bis 82 kg       | Bronze   | Adolf Seger          | AV Germania Freiburg-St. Georgen |                                              |
| 1976 Montreal       | Gr.-röm. Stil     | Leichtgewicht bis 68 kg       | Silber   | Heinz-Helmut Wehling | ASK Vorwärts Rostock             | DDR                                          |
| 1976 Montreal       | Gr.-röm. Stil     | Weltergewicht bis 74 kg       | Bronze   | Karl-Heinz Helbing   | ASV Mainz 1888                   |                                              |
| 1980 Moskau         | Freistil          | Halbschwergewicht bis 90 kg   | Silber   | Uwe Neupert          | SC Motor Jena                    | DDR                                          |
| 1984 Los Angeles    | Freistil          | Weltergewicht bis 74 kg       | Silber   | Martin Knosp         | ASV Urloffen                     |                                              |
| 1984 Los Angeles    | Gr.-röm. Stil     | Papiergewicht bis 48 kg       | Silber   | Markus Scherer       | VfK Schifferstadt                |                                              |
| 1984 Los Angeles    | Gr.-röm. Stil     | Bantamgewicht bis 57 kg       | Gold     | Pasquale Passarelli  | SV St. Johannis Nürnberg         |                                              |
| 1988 Seoul          | Freistil          | Superschwergewicht bis 130 kg | Bronze   | Andreas Schröder     | SC Motor Jena                    | DDR                                          |
| 1988 Seoul          | Gr.-röm. Stil     | Schwergewicht bis 100 kg      | Silber   | Gerhard Himmel       | AC Bavaria Goldbach              |                                              |
| 1992 Barcelona      | Freistil          | Schwergewicht bis 100 kg      | Silber   | Heiko Balz           | 1. Luckenwalder SC               |                                              |
| 1992 Barcelona      | Gr.-röm. Stil     | Bantamgewicht bis 57 kg       | Silber   | Rıfat Yıldız         | SV Einigkeit Aschaffenburg-Damm  |                                              |
| 1992 Barcelona      | Gr.-röm. Stil     | Halbschwergewicht bis 90 kg   | Gold     | Maik Bullmann        | AC Bavaria Goldbach              |                                              |
| 1996 Atlanta        | Freistil          | Schwergewicht bis 100 kg      | Bronze   | Arawat Sabejew       | VfK Schifferstadt                |                                              |
| 1996 Atlanta        | Gr.-röm. Stil     | Mittelgewicht bis 82 kg       | Silber   | Thomas Zander        | KSV Germania Aalen               |                                              |
| 1996 Atlanta        | Gr.-röm. Stil     | Halbschwergewicht bis 90 kg   | Bronze   | Maik Bullmann        | 1. Luckenwalder SC               |                                              |
| 2008 Peking         | Gr.-röm. Stil     | Halbschwergewicht bis 96 kg   | Silber   | Mirko Englich        | KSV Witten 07                    |                                              |
| 2016 Rio de Janeiro | Gr.-röm. Stil     | Mittelgewicht bis 85 kg       | Bronze   | Denis Kudla          | VfK Schifferstadt                |                                              |
| 2020 Tokio          | Freistil (Frauen) | Schwergewicht bis 76 kg       | Gold     | Aline Rotter-Focken  | KSV Germania Krefeld             |                                              |
| 2020 Tokio          | Gr.-röm. Stil     | Leichtgewicht bis 67 kg       | Bronze   | Frank Stäbler        | KSV Musberg                      |                                              |
| 2020 Tokio          | Gr.-röm. Stil     | Mittelgewicht bis 87 kg       | Bronze   | Denis Kudla          | SV Alemannia Nackenheim          |                                              |

## Deutsche Meisterschaften

### Mannschaftsmeisterschaften
1922 wurde die erste deutsche Mannschaftsmeisterschaft im Ringen ausgetragen. Der erste Meister war die SpVgg Berlin-Ost, die sich ein Jahr später noch einmal den Titel eroberten. Erster Meister der 1964 eingeführten Bundesliga wurde der ESV Sportfreunde Neuaubing.
Mit jeweils zehn Meistertiteln sind der ASV Heros Dortmund und der VfK Schifferstadt die erfolgreichsten Vereine.

### Einzelmeisterschaften
Der erste deutsche Einzelmeister im Ringen war Hubert Schwerger 1893 in einer unlimitierten Gewichtsklasse. Gerungen wurde damals nur im griechisch-römischen Stil. 1934 wurden die ersten Meisterschaften im Freistil ausgetragen. Seit 1994 nehmen auch Frauen an deutschen Meisterschaften im Ringen teil.

## Bedeutende Turniere
Deutschland war bereits Austragungsort zahlreicher Europa- und Weltmeisterschaften, wobei die letzte Weltmeisterschaft auf deutschem Boden 1955 ausgetragen wurde. 2011 fanden die Europameisterschaften in Dortmund statt.

### Europameisterschaften
- Ringer-Europameisterschaften 1921 in Offenbach am Main
- Ringer-Europameisterschaften 1924 in Neunkirchen (Saar)
- Ringer-Europameisterschaften 1929 in Dortmund (nur griech.-röm. Stil)
- Ringer-Europameisterschaften 1937 in München (nur freier Stil)
- Ringer-Europameisterschaften 1966 in Essen und Karlsruhe
- Ringer-Europameisterschaften 1970 in Ost-Berlin
- Ringer-Europameisterschaften 1975 in Ludwigshafen am Rhein
- Ringer-Europameisterschaften 1985 in Leipzig
- Ringer-Europameisterschaften 1991 in Aschaffenburg und Stuttgart
- Ringer-Europameisterschaften 2011 in Dortmund

### Weltmeisterschaften
- Ringer-Weltmeisterschaften 1905 in Berlin
- Ringer-Weltmeisterschaften 1907 in Frankfurt am Main
- Ringer-Weltmeisterschaften 1910 in Düsseldorf
- Ringer-Weltmeisterschaften 1913 in Breslau
- Ringer-Weltmeisterschaften 1955 in Karlsruhe

## Organisation in Verbänden
Die Dachorganisation der insgesamt 20 Landesverbände im Ringen ist der Deutsche Ringer-Bund (DRB). Er wurde 1972 gegründet und hat seit 2000 seinen Sitz in Dortmund.

## Ligen
Seit 1964 wird die deutsche Mannschaftsmeisterschaft im Ringen durch eine Ringer-Bundesliga ausgetragen. Die Struktur der Liga sieht drei regional eingeteilte Gruppen mit jeweils acht Mannschaften vor. Bedingt durch die COVID-19-Pandemie kommt es seit der Saison 2020/21 zu Abweichungen dieser Regelungen. Die Erst- und Zweitplatzierten jeder Staffel sowie die beiden besten Drittplatzierten qualifizieren sich für die Play-offs, in denen der Mannschaftsmeister ermittelt wird.
Als zweithöchste Kampfklasse existierte in Deutschland die 2. Ringer-Bundesliga. Sie Bestand zwischen Mitte der 1970er Jahre und 2017. 2019 wurde ihre Wiedereinführung beschlossen, verzögerte sich jedoch in Folge der Corona-Pandemie.
Neben der vom DRB organisierten Bundesliga gibt es unter anderem noch Regional-, Ober-, Verbands- und Landesligen, die von den jeweiligen Landesverbänden organisiert werden.
2016 gründeten einige Bundesligavereine die Deutsche Ringerliga (DRL), die zur Saison 2017/18 ihren Betrieb aufnahm. Die Liga ist weder vom DRB noch vom Weltverband UWW anerkannt und befindet sich aufgrund verhängter Strafen und Sperren in gerichtlichen Auseinandersetzungen mit dem DRB.